# Lobonemoides gracilis
Lobonemoides gracilis är en manetart som beskrevs av S.F. Light 1914. Lobonemoides gracilis ingår i släktet Lobonemoides och familjen Lobonematidae. Inga underarter finns listade i Catalogue of Life.